# Lorna Swain
Lorna Swain   (Hampstead, 22 de març de 1891 - Cambridge, 8 de maig de 1936) va ser una matemàtica anglesa.

## Vida i Obra
En acabar els estudis secundaris el 1910 a l'escola de Hampstead a Londres, va obtenir una beca per estudiar al Newnham College de la universitat de Cambridge (un dels pocs colleges femenins de la institució). Es va graduar el 1913 i li van oferir una plaça de professora si feis una ampliació d'estudis a Europa. Per això va anar a la universitat de Göttingen per estudiar dinàmica de fluids amb un dels grans especialistes en el tema com era Ludwig Prandtl. No obstant, l'esclat de la Primera Guerra Mundial, que va convertir Anglaterra i Alemanya en enemigues, va fer que hagués de tornar precipitadament.
En retornar, va donar classes a la universitat de Manchester un curs, aprofitant per millorar els seus coneixements amb Horace Lamb. A continuació va ser empleada per la Força Aèria Britànica, per estudiar científicament els problemes de les vibracions.
El 1920 va ser nomenada cap d'estudis del Newnham College en el qual va romandre la resta de la seva curta vida, ja que el 1936 va morir d'una malaltia que no li va impedir donar classes fins unes poques setmanes abans de morir. Va fer un curs sabàtic el 1928-1929 per anar a Göttingen, d'on havia hagut de marxar el 1914.